# Delete (SQL)
Na linguagem de consulta estruturada de banco de dados (SQL), a instrução DELETE remove um ou mais registros de uma tabela. Um subconjunto pode ser definido para exclusão usando uma condição, caso contrário, todos os registros serão removidos. Alguns SGBDs, como o MySQL, permitem a exclusão de linhas de várias tabelas com uma instrução DELETE (isso às vezes é chamado DELEÇÃO de várias tabelas).

## Uso
A instrução DELETE segue a sintaxe:
DELETE FROM nome_da_tabela [WHERE condição];
Todas as linhas que correspondam à condição WHERE serão removidas da tabela. Se a cláusula WHERE for omitida, todas as linhas da tabela serão removidas. A instrução DELETE deve, portanto, ser usada com cautela.
A instrução DELETE não retorna nenhuma linha, isto é, não irá gerar um conjunto de resultados.
A execução de uma instrução DELETE pode provocar a execução de gatilhos que podem causar exclusões em outras tabelas. Por exemplo, se duas tabelas são vinculadas por uma chave estrangeira e as linhas da tabela referenciada são excluídas, é comum que as linhas na tabela de referência também precisem ser excluídas para manter a integridade referencial.

## Exemplos
Exclui linhas da tabela tortas, cuja coluna sabor seja igual a Bacuri:
```
DELETE
 
FROM
 
tortas

 
WHERE
 
sabor
=
'Bacuri'
;

```

Exclui linhas em arvores, se o valor da altura for menor que 80.
```
DELETE
 
FROM
 
arvores

 
WHERE
 
altura
 
<
 
80
;

```

Exclui todas as linhas de minha_tabela:
```
DELETE
 
FROM
 
mminha_tabela
;

```

Exclui linhas de minha_tabela usando uma sub-consulta na condição where:
```
DELETE
 
FROM
 
minha_tabela

 
WHERE
 
id
 
IN
 
(

       
SELECT
 
id

         
FROM
 
minha_tabela2

      
);

```

Exclui linhas de minha_tabela usando uma lista de valores:
```
DELETE
 
FROM
 
minha_tabela

 
WHERE
 
id
 
IN
 
(

       
valor1
,

       
valor2
,

       
valor3
,

       
valor4
,

       
valor5

      
);

```